# Hildegard Peplau
Hildegard E. Peplau, Docteur en éducation (Ed.D), née le 1er septembre 1909 à Reading (Pennsylvanie) et décédée le 17 mars 1999 à Sherman Oaks (Californie), est une théoricienne des soins infirmiers américaine dont le travail principal est repris dans son ouvrage « Relations interpersonnelles en soins infirmiers » publié en 1952.
Dans ses recherches, le Docteur Peplau a souligné l'importance de la « relation infirmière-patient » comme un des fondements de la pratique infirmière.
À son époque, ses conclusions sur l'« échange infirmière-patient » (qu'elle désigne par « give-and-take ») ont été perçues comme révolutionnaires par beaucoup : pour la première fois elle établissait un modèle de relations interpersonnelles, basé sur le besoin d'un partenariat entre l'infirmière et la personne soignée, s'opposant à la passivité du patient recevant des soins médicaux (et l'infirmière agissant passivement derrière les ordres du médecin). Pour beaucoup, elle a contribué à l'émergence de l'autonomisation de la profession d'infirmière, dans la lignée des infirmières théoriciennes interactionnistes, comme Florence Nightingale à son époque, en proposant un modèle de pensée infirmière.

## La théorie d'une expérience partagée
L'essence des théories de Peplau est la création d'une expérience partagée. Elle affirma que les infirmières peuvent y contribuer notamment par leurs observations, leurs descriptions, leurs formulations, leurs interprétations, leurs validations et leurs interventions.
Par exemple, lorsque l'infirmière porte de l'attention à son patient, elle développe ainsi une image générale de la situation du patient ; l'infirmière valide ensuite ses impressions en les vérifiant auprès du patient avec exactitude, notamment  à l'aide d'une anamnèse. Selon Peplau, le résultat de cet échange donnera lieu pour le patient comme pour la praticienne à un apprentissage expérimental, des stratégies d'adaptation améliorées et une croissance personnelle.

## Le modèle de Peplau

### Les étapes du développement de la relation infirmière-patient
L'analyse de Peplau cherche à étudier comment chaque personne réagit face à la maladie et comment dans ce contexte la relation infirmière-patient va s'établir et évoluer.
1. L'étape d'orientation (« orientation phase »)
2. L'étape d'identification (« identification phase »)
3. L'étape d'exploitation (« exploitation phase »)
4. L'étape de résolution (« resolution phase »)

### Les six rôles majeurs de l'infirmière
Les six rôles décrits par Peplau illustrent un schéma au caractère dynamique, typique selon elle de la pratique clinique infirmière.
1. Le rôle de personne étrangère (« stranger role ») : la praticienne[7] accueille la personne comme une personne à part entière, avec son expérience et son histoire de vie ; elle tient compte des différents aspects, établissant un climat propice à la communication et à une confiance mutuelle.
2. Le rôle de personne ressource (« ressource role ») : la praticienne répond aux questions, donne les explications et les interprétations des données médicales ; elle lui donne des informations utiles et pertinentes.
3. Le rôle éducatif (« teaching role ») : la praticienne  donne des instructions et participe à l'éducation de la personne ; elle analyse le degré de compréhension de la personne et adapte le processus éducatif.
4. Le rôle de leader en soins infirmiers (« active leadership role ») : la praticienne aide la personne à s'impliquer activement dans les soins qui lui sont prodigués ; elle veille à ce que la personne soit satisfaite de la prestation[8].
5. Le rôle de substitut [maternel] (« surrogate role ») : la praticienne agit pour pallier les besoins d'une personne ; elle l'aide à clarifier la nature de cette relation qui peut induire une dépendance par fausse identification, en lui donnant des repères.
6. Le rôle de conseillère, d'assistante psychosociale (« counseling role ») : la praticienne aide la personne à comprendre et à accepter les changements de son état de santé ; elle lui procure guidance pour améliorer son mode de vie face aux changements et l'encourage à le faire.